# Jean Baradez
Jean Lucien Baradez, né le 27 mars 1895 à Nancy et mort le 19 novembre 1969 à Chambéry, est un colonel d'aviation français, pionnier de l'archéologie aérienne au milieu du XXe siècle.

## Biographie
Ancien élève de l'Institut national agronomique, il arrête ses études à 18 ans pour s'engager volontairement dans l'armée en septembre 1914 en tant que chasseur de 2e classe.
Il grimpe rapidement les échelons jusqu'au grade de sous-lieutenant au sein du 22e bataillon de chasseurs alpins. Le 24 août 1916, peu après sa promotion,  il est grièvement blessé au cours d'une action courageuse sur la Somme qui lui vaudra une citation à l'ordre de la division.
Sa blessure l’empêchant de retourner dans son bataillon, il devient lieutenant-observateur aérostier en 1918.
Spécialiste de la photographie aérienne, il est nommé instructeur dans plusieurs centres d'instruction militaire en France puis en Espagne, où la qualité de ses cours lui doivent en 1922 d'être décoré par le roi Alphonse XIII en personne.
Il fait ensuite plusieurs missions en Europe pour le compte de l'armée française au Portugal, en Autriche et surtout en Éthiopie où il est chargé en 1930 de convoyer l'avion offert par la France à Hailé Sélassié Ier à l'occasion de son couronnement. De cette dernière expérience, il tirera son premier livre : En survolant cinquante siècles d'histoire : de Paris à Addis-Abéba.
Attaché en 1946 à la direction des Antiquités de l'Algérie française comme chargé de mission, il en devient ensuite le responsable. Il y effectue des prospections aériennes systématiques sur le limes d'Afrique du Nord et dirige des fouilles approfondies à Tipasa. Ses archives archéologiques ont été déposées au Centre des archives d'outre-mer.
En 1954, il est nommé docteur honoris causa de l'université de Durham (Grande-Bretagne). Il est également membre correspondant de l'Académie des inscriptions et belles-lettres. Il demeurait à Chambéry en 1961.
À la différence de son précurseur Antoine Poidebard, il condamne les prises de vues obliques et préconise le recours exclusif aux couvertures aériennes, par photographie verticale à grande altitude de manière à couvrir de larges bandes de terrain.

## Publications
- En survolant cinquante siècles d'histoire : de Paris à Addis-Abéba, Plon, 1935, 264 p.
- Fossatum Africae. Recherches aériennes sur l'organisation des confins sahariens à l'époque romaine, Paris-Alger, 1949.
- Tipasa, ville antique de Maurétanie, Alger, 1952.
- « Les nouvelles fouilles de Tipasa et les opérations d'Antonin le Pieux en Maurétanie », Libyca, II, 1, 1954, p. 89 sq.
- X... Aviateur, Sequana Éditeur, 1937.